# National Zoological Gardens of South Africa

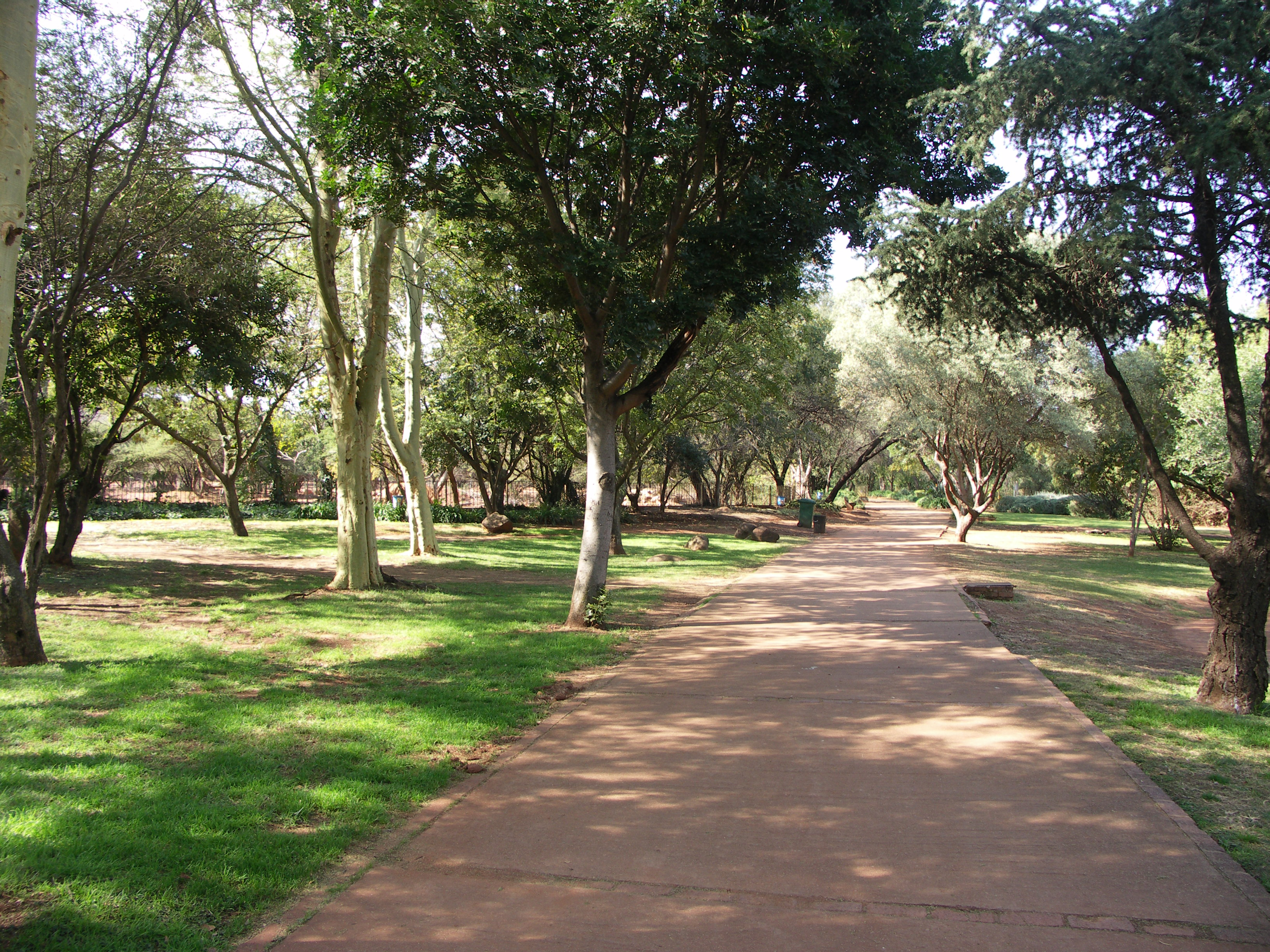
Droga w ogrodzie

Narodowy ogród zoologiczny Republiki Południowej Afryki – ogród zoologiczny usytuowany w Pretorii. Został założony w 1899 roku. Atrakcjami są m.in. koala, przejażdżka „samochodem linowym” po mieście oraz, znajdujący się na zewnątrz, bazar rzemieślniczy.